# Eugalta maculiseutis
Eugalta maculiseutis är en stekelart som först beskrevs av Cameron 1908.  Eugalta maculiseutis ingår i släktet Eugalta och familjen brokparasitsteklar. Inga underarter finns listade i Catalogue of Life.